# Oyukhpe
Oyúȟpe (= unloaded, thrown down; po nekima untidy), jedna od bandi Oglala Siouxa, poznata kod ranih autora i kao Onkapas, Oyuqpe, Oyuḣpe. Robinson kaže u svom pismu Dorseyu (1879) Oiyurpe (r = h), što prevađa kao  'where they put down their packs'  ili gdje su spustiti svoje pakete, ili  'thrown down' . Identičan mu je možda i naziv Yokhpas (?).
Oyuhpe se navodi i kao jedna od tri osnovnih Oglala-bandi (Oyuhpe Tiyospaye) i jedna od najstarijih i najjačih, s podjelom na podbande True Oyuhpe (True Oyúȟpe, Big Road's band), čiji je poglavica bio Big Road; Wakan (Wakȟáŋ); i Makaicu (Makȟáiču, Red Dog's band), s poglavicom Red Dog.
Oyuhpe su bili naseljeni istočno od Red Cloudove bande Iteshicha (Bad Face) na i blizu Wounded Knee Creeka (1878). Njihov poglavica bio je veoma star čovjek, a zvao se Red Dog.
Zajedno s bandama Bad Face ili Iteshicha i Followers ili Waglukhe oni 1879. formiraju skupinu poznatu kao Smoke People ili Smoke Band, po poglavici The Smoke.